# جوني بليز
جوني بليز هو الشخصية الرئيسية في سلسلة أفلام الراكب الشبح (بالإنجليزية: Ghost rider)‏ وهو من تمثيل نيكولاس كيج

## قصته
يتحول عند اقتراب الشر في الليل إلى هيكل عظمي ناري ويرسل لقتل black heart و أقوى ضرباته هي التحديق التفكيري و معناها The Penance Stare.